# Henry Van Aernam

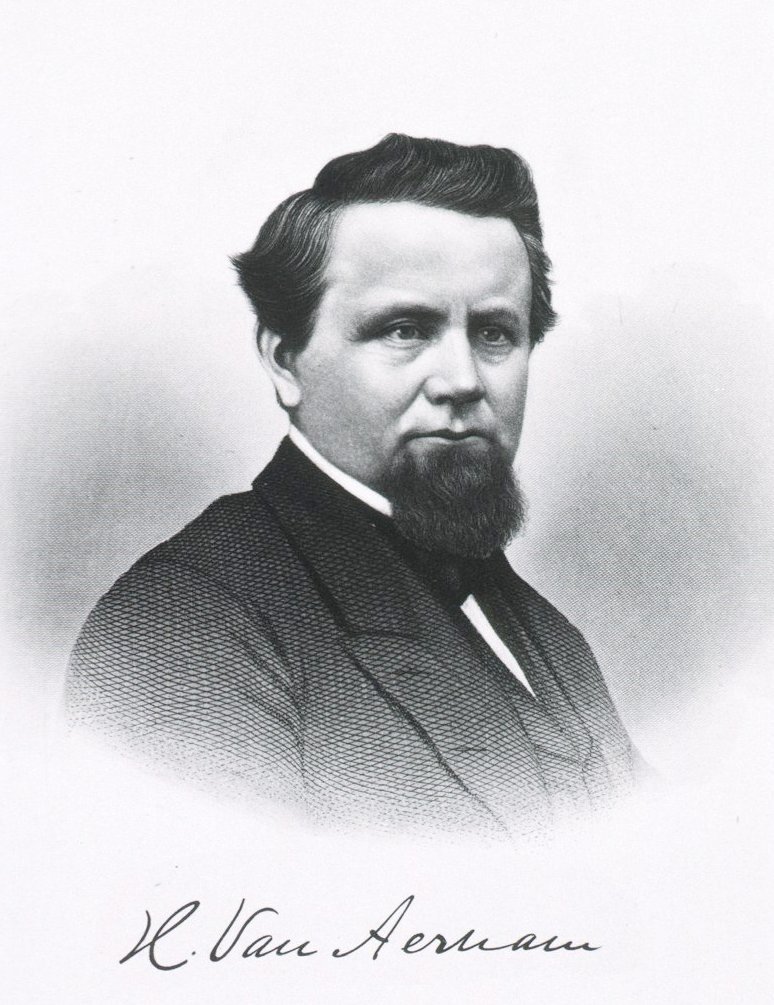
Henry Van Aernam

Henry Van Aernam (* 11. März 1819 in Marcellus, Onondaga County, New York; † 1. Juni 1894 in Franklinville, New York) war ein US-amerikanischer Politiker. Zwischen 1865 und 1869 sowie nochmals von 1879 bis 1883 vertrat er den Bundesstaat New York im US-Repräsentantenhaus.

## Werdegang
Henry Van Aernam genoss eine klassische Ausbildung. Nach einem anschließenden Medizinstudium und seiner Zulassung als Arzt begann er in diesem Beruf zu arbeiten. Gleichzeitig schlug er als Mitglied der Republikanischen Partei eine politische Laufbahn ein. Im Jahr 1858 war er Abgeordneter in der New York State Assembly. Zwischen 1862 und 1864 diente er während des Bürgerkrieges als Arzt im Heer der Union.
Bei den Kongresswahlen des Jahres 1864 wurde Van Aernam im 31. Wahlbezirk von New York in das US-Repräsentantenhaus in Washington. D.C. gewählt, wo er am 4. März 1865 die Nachfolge von Reuben Fenton antrat. Nach einer Wiederwahl konnte er bis zum 3. März 1869 zwei Legislaturperioden im Kongress absolvieren. Seit 1865 war die Arbeit des Kongresses von den Spannungen zwischen den Republikanern und Präsident Andrew Johnson belastet, die in einem nur knapp gescheiterten Amtsenthebungsverfahren gipfelten. Außerdem wurden in Van Aernams Zeit als Abgeordneter der 13. und der 14. Verfassungszusatz ratifiziert.
Zwischen 1869 und 1871 war Van Aernam Pensionsbeauftragter. Bei den Wahlen des Jahres 1878 wurde er im 33. Distrikt seines Staates erneut in den Kongress gewählt, wo er am 4. März 1879 George Washington Patterson ablöste. Nach einer Wiederwahl im Jahr 1880 konnte er bis 3. März 1883 zwei weitere Amtszeiten im US-Repräsentantenhaus verbringen. Nach dem Ende seiner Zeit als Kongressabgeordneter praktizierte Henry Van Aernam als Arzt in Franklinville. Dort ist er am 1. Juni 1894 auch verstorben.